# 路易十四
路易十四（法語：Louis XIV，1638年9月5日—1715年9月1日），或稱路易大帝（le Grand）和太陽王（le Roi Soleil），是1643年－1715年間在位的法国國王，在位長達72年110天，是有确切记录的在位最久主权国家君主。
路易十四是法国国王路易十三的长子，出生于法国圣日耳曼昂莱。登基之初由他的母亲奥地利的安妮和枢密院首席大臣首席大臣儒勒·马萨林攝政，直到1661年儒勒·马萨林死后，方才亲政。作為君權神授的支持者，路易十四繼續加強王國的中央集權，建立一個以凡爾賽為核心的集權國家，一舉使法國成為歐洲霸權。並向地方封建貴族宣稱“朕即國家”，並把他們集中在凡爾賽宮居住，将整个法国的官僚机构集中于他的周围，以此強化法国国王的军事、财政和机构的決策權。他在法国天主教會下推行宗教統一，排斥並鎮壓胡格諾派教徒。
在路易十四統治時期，法國是當時歐洲的絕對霸權。並在周遭國家發動許多戰爭，其中包括在法荷戰爭、大同盟戰爭和西班牙王位繼承戰爭三次對抗圍剿法國的聯盟，嘗試將國土擴展至歷代法國推崇的「天然疆界」。他任內法國湧現出大量軍事與政治人才，包括蒂雷納子爵、大孔代亲王、卢森堡公爵和维拉尔公爵等偉大名將，以及柯爾貝爾 、沃邦和盧福瓦侯爵等名臣。這些軍事與政治人才使法蘭西王國成為當時歐洲最富裕和強大的國家，並打造了世界第一強大的陸軍部隊和海軍艦隊，締造法蘭西輝煌時期的不敗神話。其中法蘭西王國的陸軍常備軍在巔峰時期達四十萬，與其他歐洲列強常備軍總和相當，這些軍隊裝備了大量的燧發槍和中世紀早期卡賓槍使法蘭西陸軍無往不利。法國在經歷三十年戰爭與法西戰爭的洗禮後的海軍實力在他掌權初期僅不到20艘軍艦。他下令在法國建立大型造船廠，修建和建立海港，提升法國的海軍實力。使法國在1683年擁有276艘戰艦，成為當時能夠與英荷兩國海軍總和抗衡的第一海上強國。通過他在位初期精明的政治手段與先代的努力締造出法蘭西王權時代最為輝煌、強盛的黃金時代。路易十四於1715年去世，留給後代一個深陷財政危機，但仍手握霸權的國度。他和父親路易十三的在位時期被後人合稱為法國的「偉大世紀」。

## 生平

### 幼年苦難

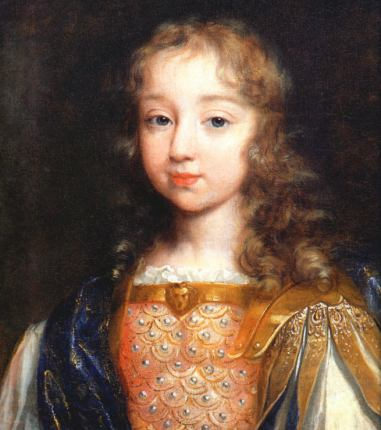
王太子時期幼年的路易十四，Philippe de Champaigne繪

路易十四的文織字母

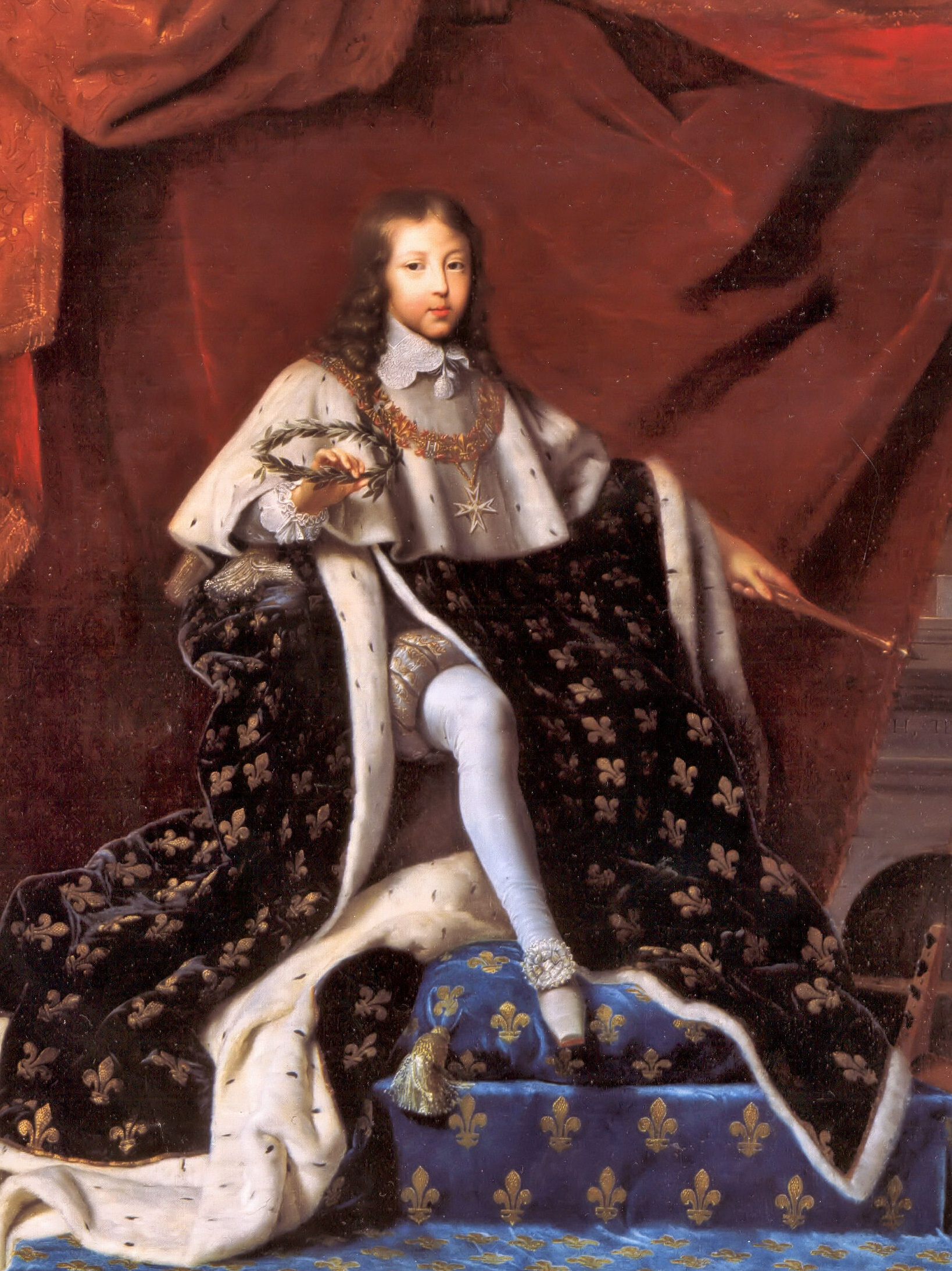
1648年的路易十四

#### 幼年继位
路易十四於1638年9月5日出生於法国圣日耳曼昂莱。1643年5月14日，父親路易十三因病去世，4岁半的路易十四继承王位，由母后奥地利的安娜攝政，枢密院首席大臣紅衣主教朱爾·馬薩林辅政。路易登基初期，因為新教國家與天主教國家不合導致的三十年戰爭，使全歐洲處於混亂與廢墟中。1636年-1637年西班牙進攻法國，法軍獲勝。1648年，三十年戰爭平息，民窮財盡、瀕臨崩潰的雙方：哈布斯堡王室和法國、瑞典以及神聖羅馬帝國內布蘭登堡－普魯士、薩克森、巴伐利亞等德意志諸侯，簽訂了《西發利亞和約》。

#### 投石党运动
但是法国又发生了一次巨大的暴乱（巴黎為首的投石党，1648年-1653年），它主要是针对首席大臣馬薩林的政策。因為年幼的路易在暴亂中兩次逃出巴黎，很可能对小路易造成深遠的影響。他决定永不允许这样的暴乱重现，並對巴黎留下沉重的負面印象，開始計劃在未來定居於凡爾賽宮。
1648年投石黨爆發之時，因為法國仍與西班牙作戰（1635-1659年），陷入嚴重的內憂外患當中。法國國力嚴重削弱，而叛亂之後，法國的國力短時間仍難以恢復。此事件不但造成社會的大混亂，且因為稅收大減，軍力從十五萬人衰退到五萬多人。

#### 法西战争
現代歷史學者保羅·甘迺迪形容法西戰爭：「在1648年《西發里亞合约》以後的法、西11年戰爭中，兩個對手就像被打得昏頭昏腦的拳擊手一樣，在幾乎耗盡體力的情況下，互相緊緊地抓住對方，而不能將另一方打倒。雙方都遭受國內叛亂、普遍貧困化和厭戰情緒的折磨，也都處於財政崩潰的邊緣。」一直到1658年的沙丘戰役，法國才徹底擊敗西班牙，簽訂《比利牛斯條約》確認勝利，西班牙將阿圖瓦和魯西永割讓給法國，並承諾在隔年將西班牙王室公主玛丽-泰蕾莎嫁給路易十四，但玛丽-泰蕾莎公主不得繼承西班牙王位；法國重新朝稱霸歐洲的方向邁進，且埋下了1667-1668年「遗产战争」的伏筆。

### 执政生涯

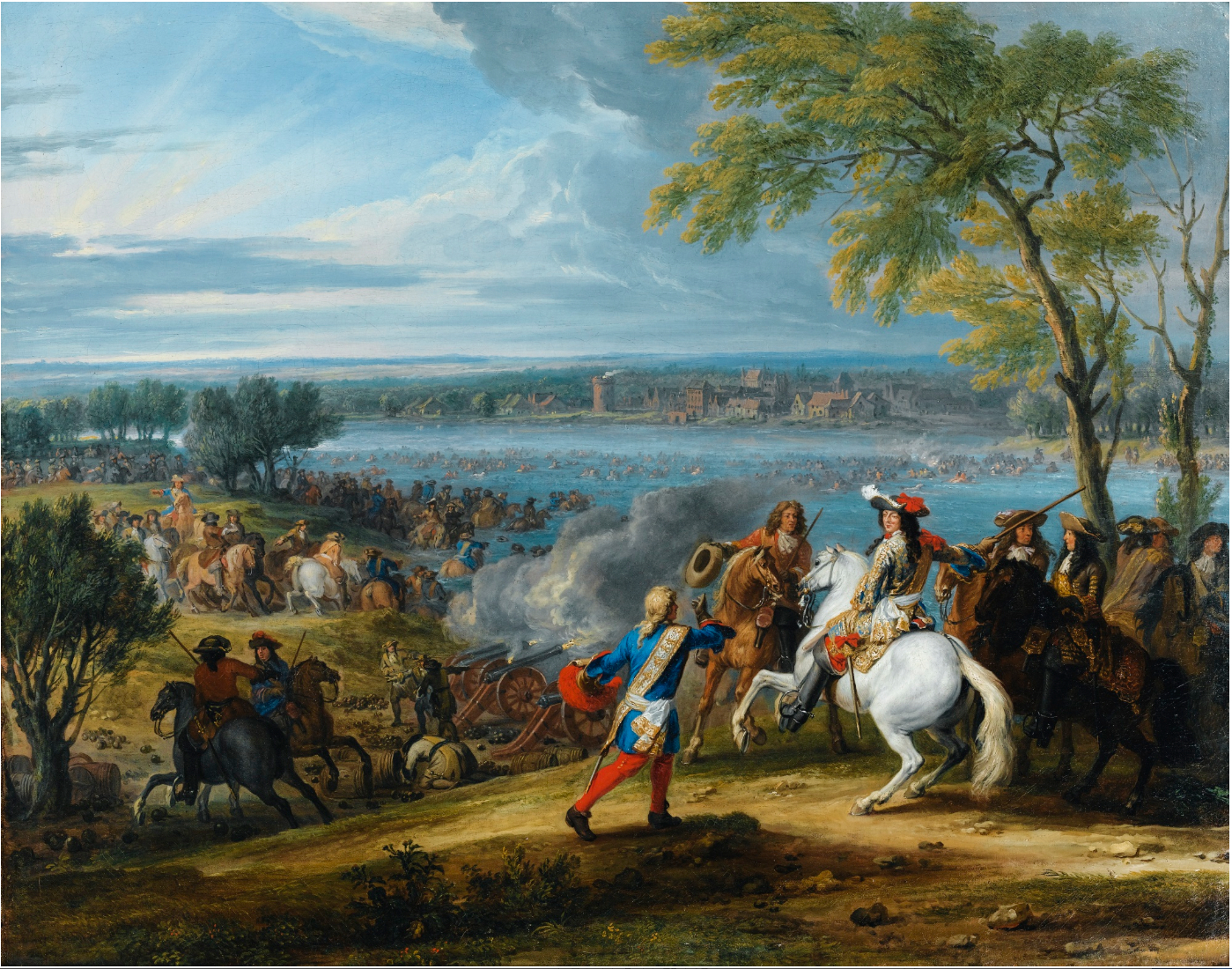
1672年路易十四發動法荷战争，領軍渡過萊茵河的圖像。路易藉由此戰重創荷蘭、名震全歐，不但造成荷蘭的「災難年」，更打響「太陽王」的名號，受到國內外的景仰

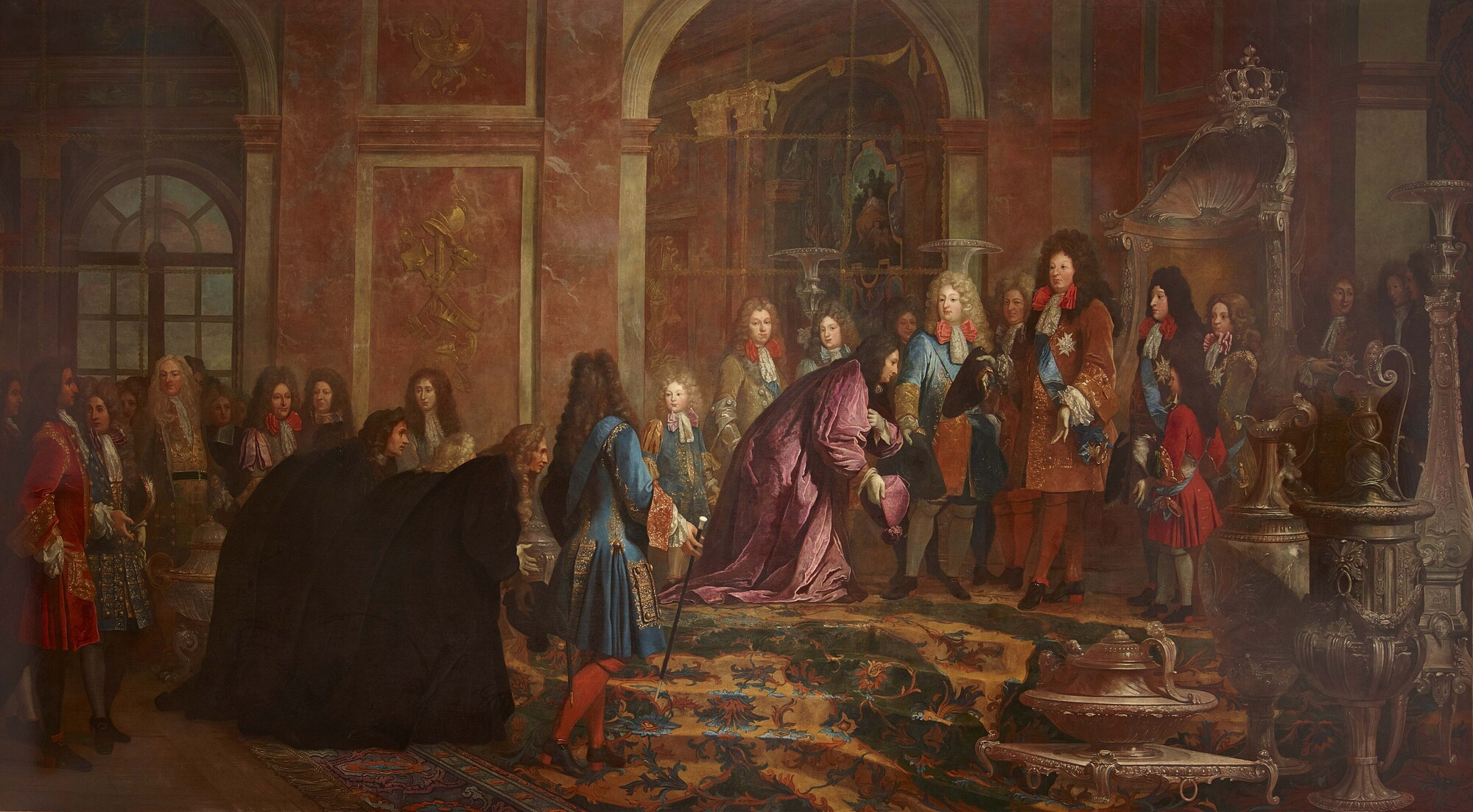
在凡爾賽宮鏡廳，熱那亞總督謁見路易十四，請求路易的寬恕。（1685年）Claude Guy Hallé畫。

#### 亲政
1661年枢密院首席大臣馬薩林病逝，死前密矚路易十四要親自掌權、不再任命首席大臣；於是24歲的青年國王，宣布親政，並把自認為是馬薩林繼承人的重臣尼古拉斯·富凱給解職（理由是貪腐收賄）。

#### 绝对王权
他一天工作八小時以上，以無比的熱誠與精神治理國家，很快就成為全歐洲最優秀的英明君王，創立有史以來無與倫比的絕對君主制。藉由天才宣教士雅克-貝尼涅·博須埃主教（又譯博旭哀，法國歷史上最偉大的演說家）積極宣傳君權神授與絕對君主制，以及路易自身的努力，他徹底馴服法國貴族與教會主教，並重用有非凡才幹的中產階級（布爾喬亞），為他打理分工越趨精細的國家事務，當中最優秀的人才是财政大臣柯尔贝（見後述）；而能幹的皮埃爾·塞吉埃（1588-1672年）則是負責外交與法院事務，對法國早期的外交成就貢獻卓著。
因為路易在1666年，任命盧福瓦侯爵（Louvois，1641-1691年，貴族出身）擔任法國的国防大臣。嚴厲能幹的盧福瓦，替路易十四大刀闊斧地整頓軍備、訓練將士；在他54年的親政時期，法国参加了五次重要战争：1667年至1668年的遗产战争，1672年至1678年的法荷战争，1683年至1684年的重盟战争，1688年至1697年的大同盟戰爭，以及1702年至1713年的西班牙王位繼承戰爭，促使貴族服從中央並進化成優秀的軍官。前兩次戰爭因為法國戰勝，獲得豐碩的戰果；後兩次大戰法國一和一勝。
一位義大利的化學家向路易十四兜售細菌生化武器，路易十四拒絕這項計劃，並每年付給他薪水以免這項武器外流。
1674年法国政府从一个私人企业手中买下了马提尼克岛。
路易十四生前擴大了法国的疆域，使其成為當時欧洲最强大的国家和文化中心。17和18世纪裡，法语是歐洲外交和上流社会的通用语言。18世纪的俄罗斯上層贵族说法语的比说俄语的多。但隨著啟蒙運動的推廣，法國人的民主意識因為戰爭與人民越來越多的言論而越來越強。

#### 经济发展

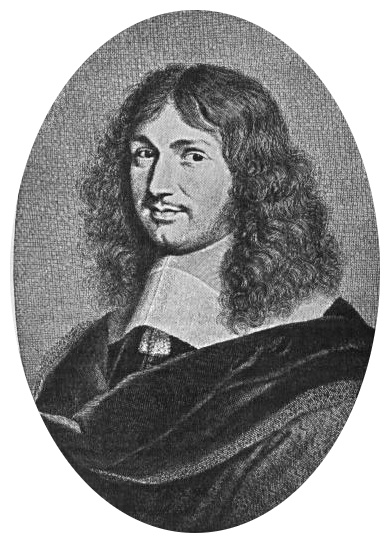
財經天才讓-巴普蒂斯特·柯爾貝爾，集重商主義之大成。但未能建立中央銀行、完成法國的商業革命，因此最終在財政力量上輸給17世紀末的荷蘭、英國

從1660年代開始，路易十四的财政大臣柯爾貝爾（或譯柯尔贝，1661-1683年主持法國財政與經濟建設），以消除贪污和整顿官僚机构的方法来提高法国的税收，獲得巨大的成效。他讓政府介入民間生展，督促產業技術的進步與制定細則，使得民間工商業配合國家軍事的擴張而蓬勃發展、利潤激增。但隨著經濟在18世紀的持續發展，这些被奉為圭臬的原則，越來越无法滿足人民的經濟與民生需求（違背自由放任的原則），這時柯爾貝爾早已在1683年過世了。因此總體來說，柯爾貝爾確實是個天才的財經專家，他推行先進的重商主義，重設法國的東、西印度公司，使法國的殖民與商貿大幅擴展，並讓國內的經濟飛躍性成長（是17世紀成長速度最快的22年），提供路易十四建立霸業的雄厚根基。
透過大量的戰爭和宮廷支出，路易十四促進了商業的發展和貨幣的流通。他統治的晚期（1685-1715年）估計法國稅收的一半用在凡爾賽宮的支出中；同時許多錢財消失在官僚機構的貪污中，不復1680年代以前柯爾貝爾主政下的廉潔有效。
当时法国的税收有商业税（aides, douanes）、盐税（gabelle）和土地税（taille）。当时法国的税收制度，规定贵族和教士不必纳税，因此沉重的税务负担就完全落到农民和正在兴起的中产阶级（市民）身上了。1789年法国大革命的原因之一，就是不斷富裕的中產階級，对法国不公平税收制度的发泄。
1683年，柯爾貝爾死後，路易十四推翻他所維持的宗教與外交政策，於1685年迫害法國的新教胡格諾派（胡格諾派）信徒，使法國的工商業蒙受重大損失、經濟成長瞬間遲緩，一口氣讓柯爾貝爾的心血喪失近半；之後路易又在1688年後，悍然與西歐各強國兩度大戰（大同盟戰爭與西班牙王位繼承戰爭），飆升的戰費與海上劫掠使法國的工商業全毀、經濟崩潰，導致柯爾貝爾一生的事業盡付東流。

#### 兴建凡尔赛宫

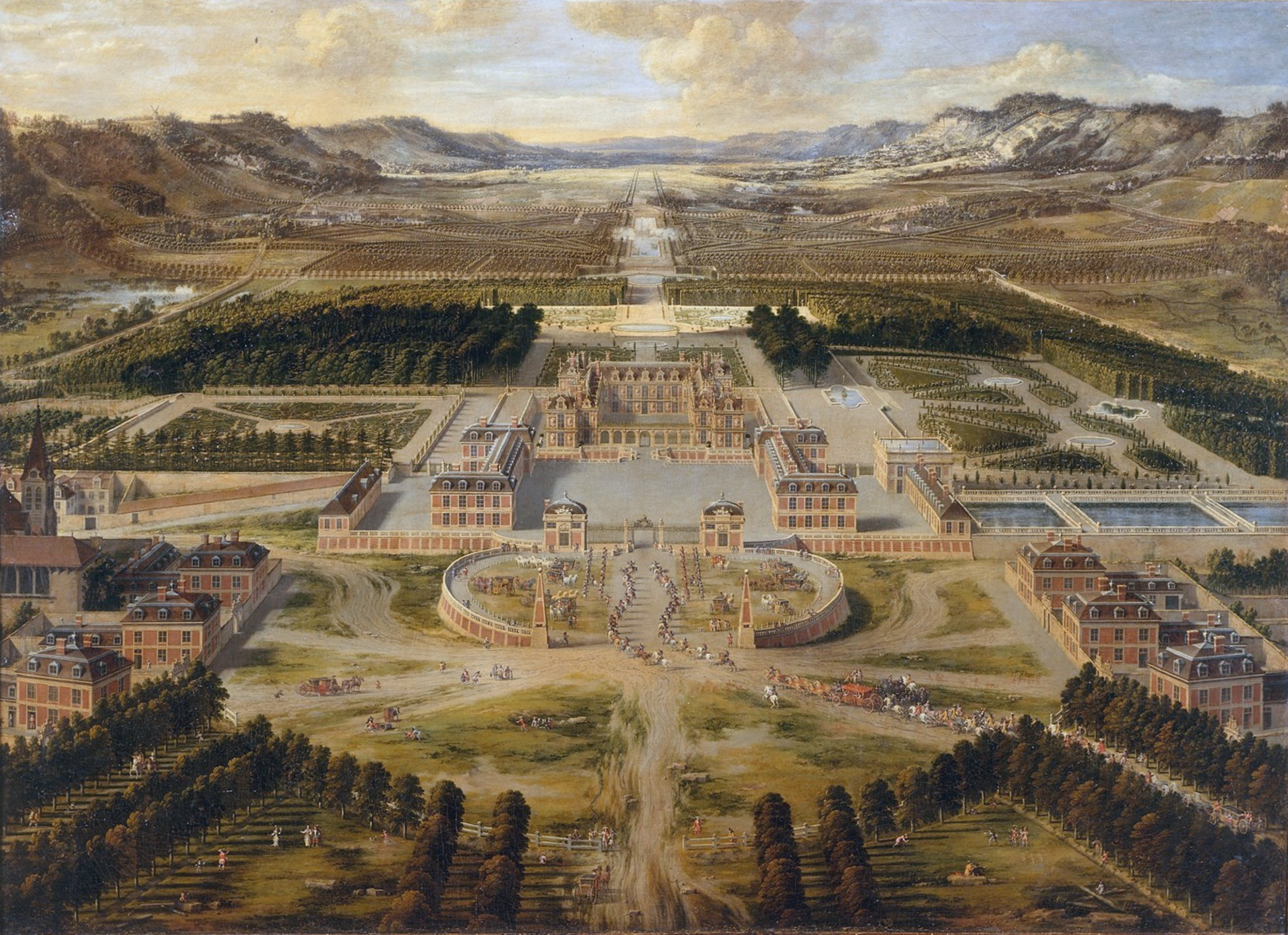
營造初期的凡尔赛宫

凡爾賽宮的建造是路易十四集中政治權力的策略之一。路易十四完成了黎塞留和馬薩林為建立一個中央集權、專制的民族國家之努力。他將貴族們變成宮廷內的成員，解除他們作為地方長官的權利，藉此削弱貴族的力量，為此他建造凡爾賽宮。1682年5月6日，路易十四搬進這座位於巴黎城郊的巨大宮殿。宮廷的規矩迫使貴族們為了治裝費用而付出巨款，他們從早到晚都得待在宮殿裡參加舞會、宴席和其他慶祝活動。據說路易十四記憶驚人，當他進入大廳後一眼就可以看出誰在場或缺席，因此每個希望得寵於國王的貴族必須每天在場。路易十四讓這些貴族們沉溺於博取國王的寵幸，沒有時間管理地方問題，他們就漸漸喪失統治地方的權力了。

#### 《黑人法典》
1685年路易十四頒布了“黑人法典”（Code Noir）這部法典為柯爾貝所起草，允许在法国貴族所有殖民地僱用黑人幫傭做工，但明文禁止販賣奴隸，禁止拆散夫妻和強行使父母同幼年的子女分離。這部法典有利於法國殖民地的黑人，這些人從來沒有享受過人權。

#### 《枫丹白露敕令》
路易十四認為，要獲得無上的權力，就必須統一法國的宗教信仰，即禁止宗教自由。所以他對新教信徒，尤其是流行於法國的胡格諾派（先王亨利四世原本是胡格諾派信徒，為了登基，才勉強改信天主教）施加壓力。尤其以1685年的楓丹白露敕令為甚。在熱誠的天主教徒——戰爭部長盧福瓦侯爵與大主教博須埃等人的鼓動下，他因此推翻了亨利四世於1598年對新教寬容的南特敕令。敕令下達後胡格諾派的教堂被摧毀，新教的學校被關閉，多數胡格諾派的信徒被迫改宗天主教。路易十四這個命令，迫使不願改宗的二十多萬胡格諾派信眾移居國外，他們各自移居荷蘭、普魯士、英國、北歐和北美。許多歷史學家認為這是一個致命錯誤，因為這些逃亡者中許多人是技巧優秀的手工業者，結果胡格諾派信眾的工藝也跟著他們一起流亡到了國外。這些移民為他們抵達的國家帶來了巨大的財富。但是對路易十四和法國虔誠的大主教們來說，一個統一的法國就應該是一個天主教的法國；而且事實上，強迫胡格諾派信眾改宗的政策，獲得法國多數天主教徒的狂熱支持（天主教徒占人口的九成多），大多數法國人認為，打擊「異端」的胡格諾派信眾，是源於上天的指令。

#### 与中国的交流
路易十四在位及親政期间，正逢中国康熙帝时期。当时欧洲兴起中国热，而康熙帝也对西洋科学产生兴趣。1686年，路易十四派遣了一支科学团經海路前往中国。同时也派遣一支传教团，希望借道俄国，前往中国；传教团中有一封路易十四致康熙帝的信。但是由于俄国彼得一世拒绝借道，所以康熙帝并没有收到这封信。现在这封信收藏在法国外交部。而走海路的科学团最终于1688年抵达北京，受到康熙帝的接见。
1684年，路易还在凡尔赛宫接待了中国耶稣会士沈福宗，此外，路易的图书管理员和翻译，黄·阿卡迪奥，也是中国人。

### 法荷戰爭(1672年-1678年)

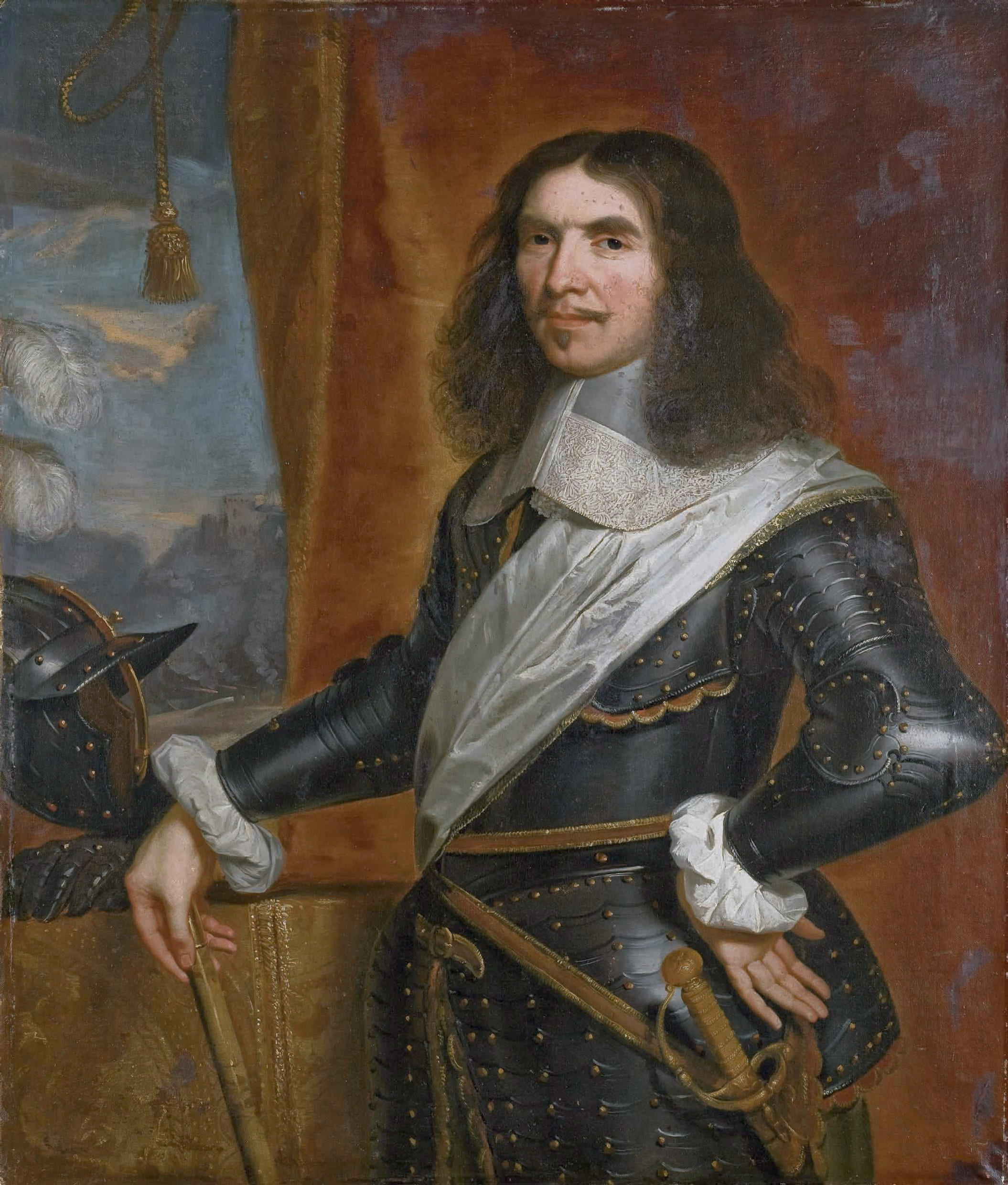
法蘭西全盛時期的陸軍總指揮蒂雷納子爵亨利·德·拉圖爾多韋涅

#### 路易大帝
因為1678年法荷战争的輝煌勝利，1680年路易十四接受巴黎市政會獻上的「大帝」（Le Grand）尊號，獲得「路易大帝」的頭銜，成為歐洲名副其實的霸主。但同一時間，他終生的死敵——荷蘭執政威廉三世也積極在外交上合縱連橫，醞釀打擊路易十四的霸權。

#### 欧洲霸主
由於对遗产战争中叛变的荷兰心有余悸，路易十四于1672年发动了复仇性的「法荷戰爭」。路易藉由此戰重創荷蘭、名震全歐，不但造成荷蘭的「災難年」，更打響「太陽王」的名號，受到國內外的景仰，路易十四在1678年法荷戰爭大勝後，推行更大的擴軍計畫，數年後，其海陸兩軍冠絕整個歐洲，「太陽王」的金光壟罩全歐。因此1680年代的路易十四，決定繼續對外征服，以完成在歐洲徹底稱霸的夢想。但路易十四在1685年廢除南特詔令、迫害國內胡格諾派信徒的政策，卻激起了歐洲新教國家的廣泛敵意，嚴重破壞其外交成果，譬如原來的盟友普魯士與瑞典，就疏遠了法國並舉戈相向。由於法國在1678年法荷戰爭拿下的輝煌勝利，1680年路易十四接受巴黎市政會獻上的「大帝」（le grand）尊號，獲得「路易大帝」的頭銜，成為歐洲名副其實的霸主。

#### 反法同盟的形成
但同一時間，他終生的死敵——荷蘭執政威廉三世也積極在外交上合縱連橫，醞釀打擊路易十四的霸權。此時法國的強鄰神聖羅馬帝國正在與鄂圖曼土耳其作戰，路易十四決定藉此時機，在德意志地區擴張其影響力。奧地利哈布斯堡王朝的皇帝利奧波德一世察覺到路易的意圖，於是在威廉三世的號召與牽線下，於1686年7月9日組成奧格斯堡同盟（1689年英國加入後，改稱「大同盟」），希望能阻止路易在德意志擴張。

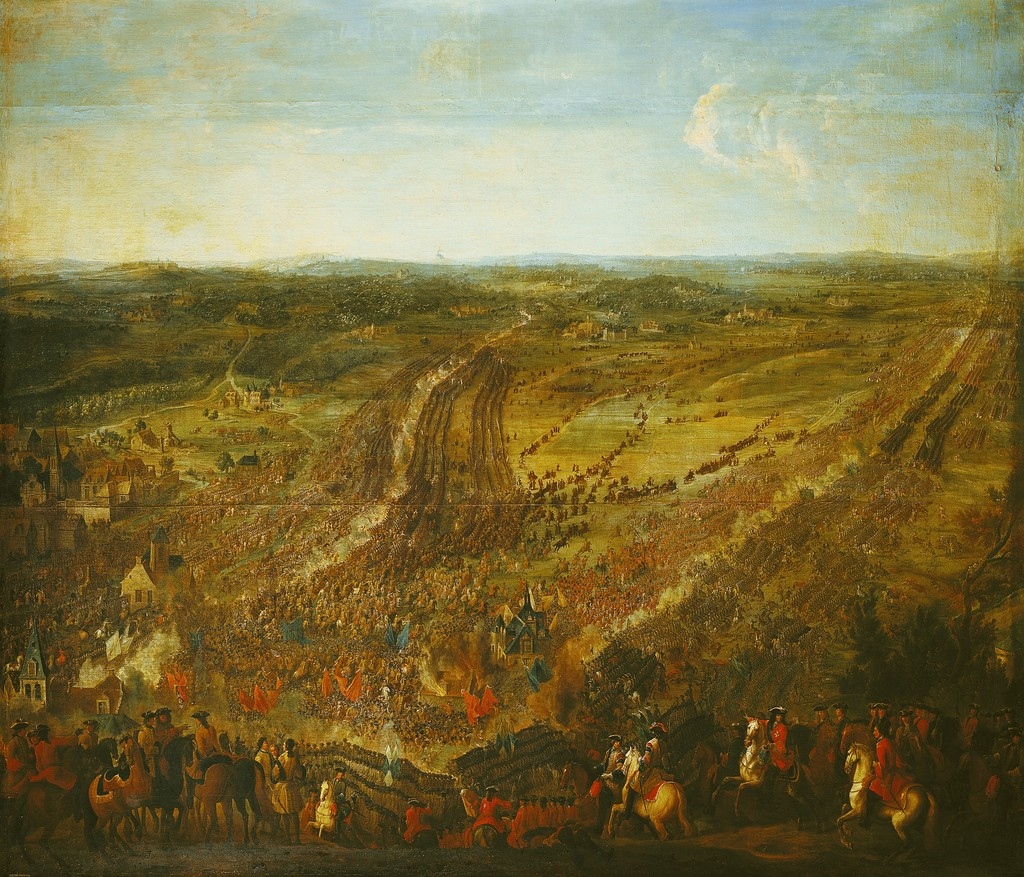
1690年法軍總司令卢森堡公爵率軍於弗勒呂斯戰役中擊敗反法聯軍

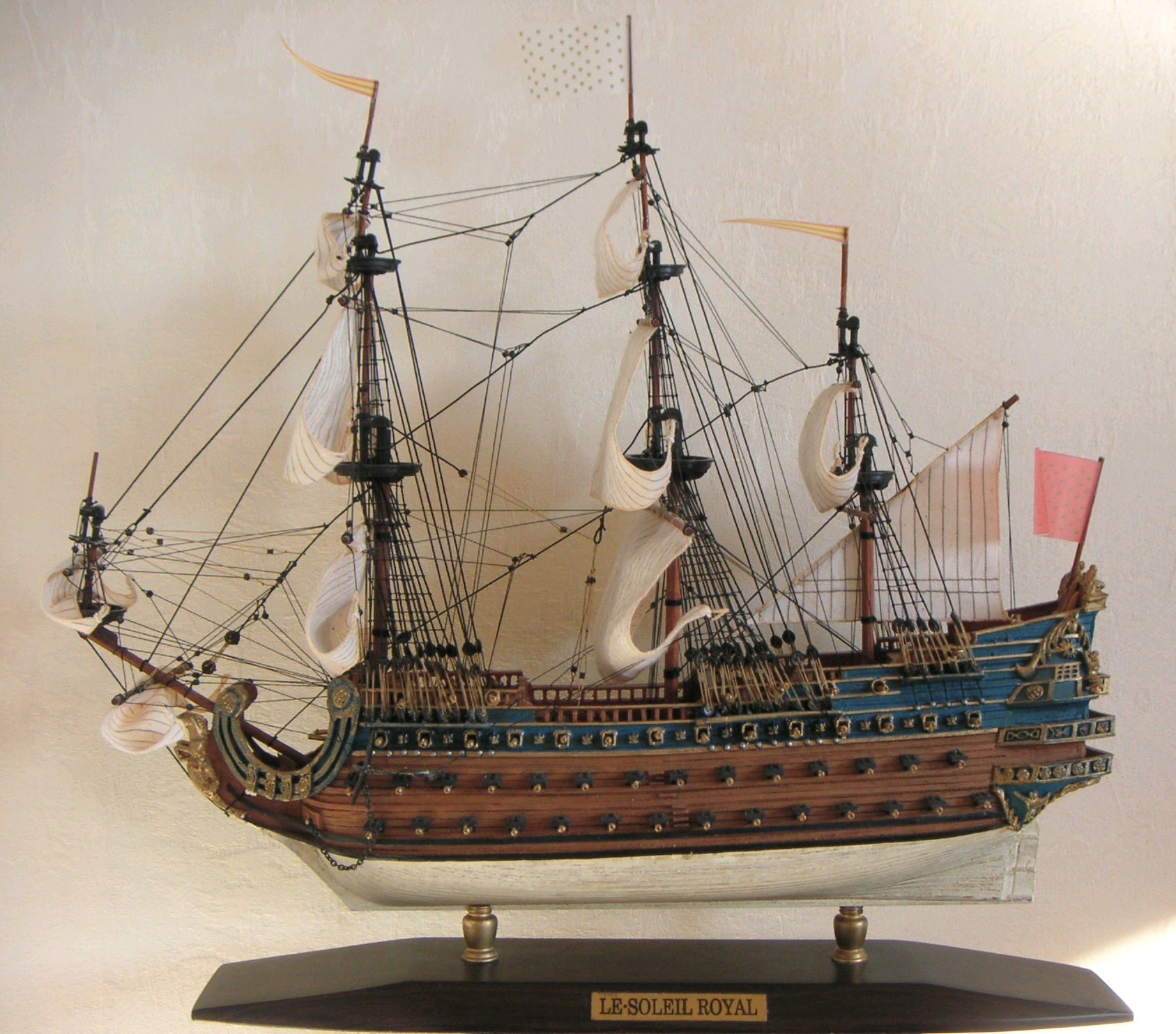
路易十四的「太陽王號」戰艦復原模型

### 大同盟戰爭（1688-1697）

#### 開戰與戰局擴大
可是路易十四卻在1688年9月，乘哈布斯堡王朝剛在東面戰勝土耳其，西面兵力薄弱之機，先發制人地侵略德意志，展開對哈布斯堡王朝的速戰計劃，「大同盟戰爭」正式開啟。10月，法軍攻佔普法尔茨，並於次年徹底毀滅這個地區。哈布斯堡皇帝只得在東方以部份兵力牽制著土耳其，並分兵西線，勉力對付法國，使法軍來回蹂躪德意志西部。
荷蘭執政威廉三世在1688年的光榮革命後，當上英國國王，並使英國在1689年加入奧格斯堡同盟，升高大同盟戰爭的等級。這是路易十四繼1685年迫害胡格諾派之後的另一次外交大挫敗（原本英國在1670年後外交上一直相當於法國的附庸），從此路易面對英-荷-奧的三強聯盟，注定他最後統一全歐野心消亡的命運。
因為大同盟的結成，法國速戰取勝的計劃遇到阻礙，並且被迫在事前無作持久作戰準備的情況下打了一場長達九年的大型戰爭。在歐洲大陸，這場戰爭以持久戰為主，並且以圍攻較多，而重要戰役則較少，雙方亦未曾發生決定戰事局勢的大決戰。陸戰主要戰場在低地國家如荷蘭，次要戰場則在義大利和西班牙。1695年1月，路易十四最重要的將軍之一，在法荷戰爭與這場大同盟戰爭裡戰功彪炳的元帥盧森堡公爵去世，使法國開始保不住大同盟戰爭初期陸戰的優勢（然而路易十四從來沒有信任過盧森堡公爵，因為盧森堡公爵在投石運動中曾反叛過路易十四）。在1692年的拉和岬海戰（battle of la Hogue），擴建後的英荷艦隊打敗新興的法國海軍（由海軍上將圖爾維爾指揮），取得制海權的優勢，法國只好用海盜行動還擊，取得制海權的勢力均衡。由於所有參戰國都因這場持久戰而使其自身的經濟負擔加重，因此戰事趨向和解，但法國仍是歐洲最強的霸權。

#### 暫時的和平
當時法國農業在1694年底的大寒災中受到巨大打擊，數十萬甚至可能百萬人以上凍餓而死；富裕的荷蘭也被迫向趁機抬價的德意志諸國購買昂貴的穀物，英國的反戰情緒也不斷升高，使得反戰的托利黨被選為新的國會多數派。於是在1697年，厭戰的兩方簽訂《賴斯韋克和約》(Treaty of Ryswick)，結束大同盟戰爭。法國降低對荷蘭的關稅；法國為討好西班牙而名義上歸還1679年以後佔領的多數領土，如薩伏依、德意志的洛林與盧森堡（但幾年後路易十四的孫子腓力五世對西班牙王位的佔領，法國實質上已佔有整個西班牙）；同時路易十四承認威廉三世為合法的英王（取消對詹姆斯二世的支持），認可他歐洲第二強大的君王地位。

### 西班牙王位繼承戰爭（1701-1714）

#### 戰爭起因
曾經在16世紀時稱霸歐洲的西班牙王国在「三十年戰爭」後漸漸衰落，而歐洲新興的君主制列強，如英國、法國、荷蘭等均對西班牙的領土虎視眈眈。而戰爭的起端就在於西班牙哈布斯堡王朝在查理二世死後絕嗣，而查理二世死前，在群臣力薦和羅馬教宗的誘導之下，於遺囑宣明傳位外甥安茹公爵腓力，亦即路易十四的次孙，等於是法國外交的巨大勝利，波旁王朝獲得廣大的西班牙帝國。這引起了奧地利哈布斯堡王室的不滿，他們認為西班牙的王位應該由同是哈布斯堡王室的奥地利大公查理（即後來的皇帝查理六世）繼承，因此他們積極尋找同盟，以期對法宣戰，並奪回西班牙的王位。而英、荷等海上強權震驚於勢力均衡被法國破壞，很快在1701年與奧地利簽訂反法盟約。
這場戰爭敵對雙方各自與友好國家結成同盟，形成了兩派陣營。法國與西班牙、巴伐利亞、科隆及數個德意志邦國、薩伏依、葡萄牙組成同盟；而神聖羅馬帝國（當時為奧地利哈布斯堡王室所控制）則與英國、荷蘭、勃蘭登堡、漢諾威以及多數德意志小邦國及大部份義大利城邦組成新的反法「大同盟」（1703年，薩伏依及葡萄牙倒戈加入反法同盟）。1702年5月大同盟正式對法國宣戰，「西班牙王位繼承戰爭」正式開打。

#### 戰爭過程

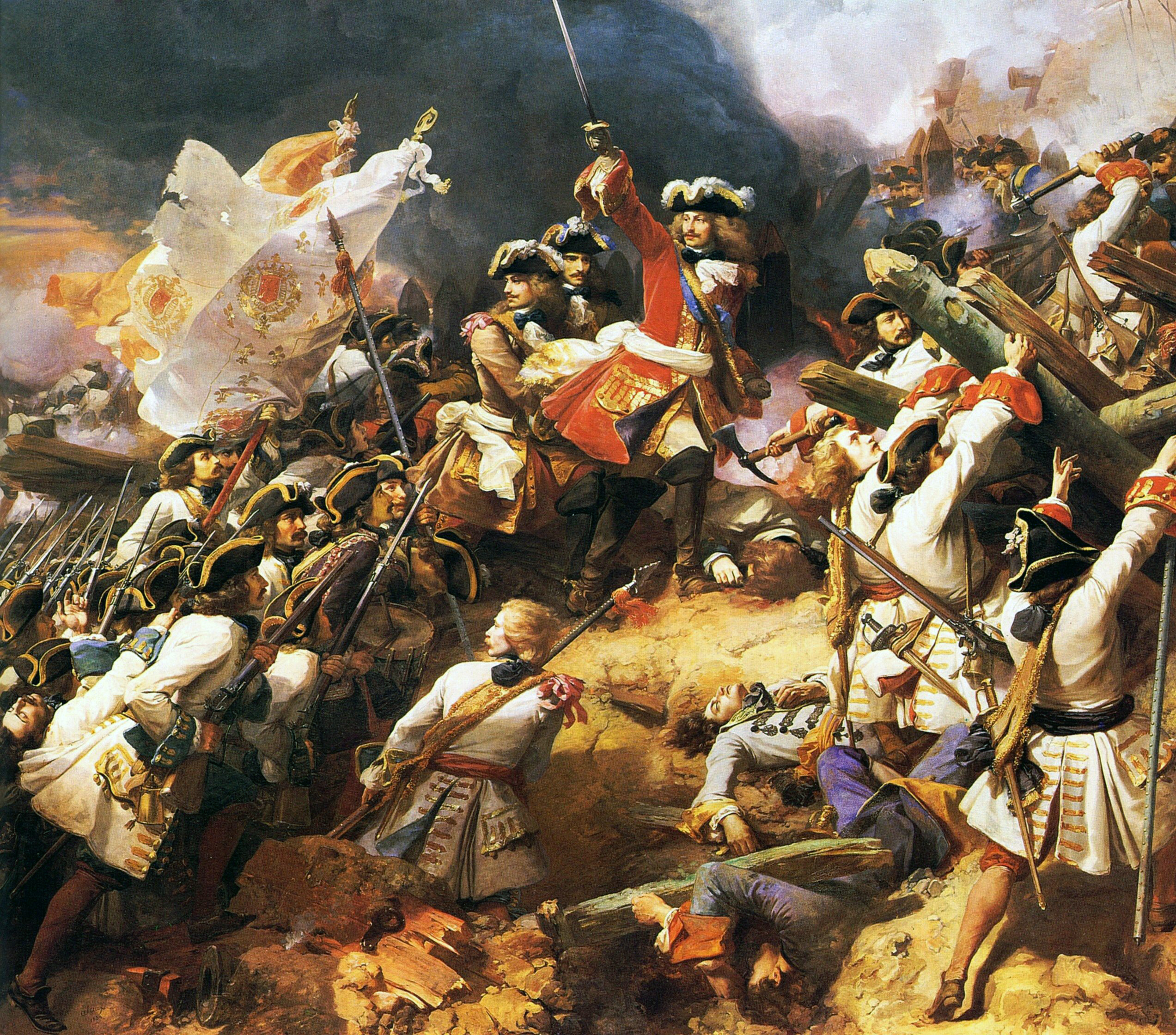
西班牙王位继承战争中，法國元帥維拉爾公爵在德南戰役中擊敗聯軍，一舉扭轉戰爭局勢，使法國贏下最終的勝利

路易十四時期獲得的領土
西發利亞條約（1648）
比利牛斯條約（1659）
1661~1662年間獲得的土地
亞琛條約（1668）
奈梅亨條約（1678-1679）
吞並夏洛萊（1684）
賴斯韋克條約（1697）
烏得勒支條約（1713）

戰爭剛開始是法國占得絕對的優勝。但在1702年10月23日，法國與西班牙少數艦隊在維哥灣海戰裡被英荷聯合的多數艦隊殲滅後，戰情開始急轉直下，出現一波波對法國不利的負面戰果。首先，高度依賴海貿的薩伏依、葡萄牙兩國，見識到英荷海軍的威力後，於1703年倒戈加入反法同盟；1704年，英國海軍攻佔了西班牙南面的直布羅陀，西班牙本土受到威脅；該年8月13日，大同盟軍在歐根親王和约翰·丘吉尔（馬爾博羅公爵）統率下，集中兵力，在豪什塔特附近攻破法巴聯軍（布倫漢姆戰役），巴伐利亞的防線崩潰，大同盟軍占領巴伐利亞全境，使法巴聯軍退出戰爭。根據溫斯頓·邱吉爾的描述：「路易十四不能理解，他的優良軍隊不但戰敗，而且滅亡了，從此，他考慮的已經不是怎樣統一歐洲，而是如何體面地結束這場由他挑起的戰爭」。
因為反法盟軍拒絕和解，因此戰事繼續發展，1706年氣衰的法軍在拉米利地區被氣盛的反法盟軍的约翰·丘吉尔所敗，當時形勢對法軍極為不利。經過1706-1709年來回拉鋸戰之後，1709年雙方部隊在馬爾普拉凱戰役最後決戰，太陽王的維拉爾元帅指挥9万法國军隊單挑約翰·丘吉爾和欧根亲王指挥的荷-英-奧三強國的11.7万联军，荷英奧联军伤亡3万人，法军伤亡1.4万人，法軍可說是取得了重大的戰略性勝利，慘烈巨大的重創傷亡使英國國內掀起反約翰·丘吉爾的浪潮、以致於反法盟軍內部震驚恐懼而開始出現議和的意見，那次戰爭主要是與查理六世爭奪西班牙王位，最後約瑟夫的羅馬王位由查理六世繼承，破壞了反法同盟的勢力均衡而被逼支持法國繼承西班牙王位，因此在1713年法國與除奧國外的反法同盟各國簽訂了《烏得勒支和約》，而在1714年，不肯簽約的奧國欧根亲王（英國约翰·丘吉尔最佳拍檔）敗於法國元帥维拉尔（德南戰役）。

#### 影響
因為西班牙王位最後被波旁王朝的腓力五世繼承，法國從此消除被哈布斯堡王朝兩面夾攻的憂慮，並且得到未來極為有力的西班牙作為盟友，大大擴展法國在歐洲的影響力。《烏得勒支和約》規定奧地利和薩伏依瓜分西班牙帝國的歐陸飛地，同時法國與西班牙名義上不可合併。然而法軍也在戰爭中損失慘重：海军几乎全灭，陆军同样残破，只剩全盛時的三分之一，不過路易十四的霸權並未瓦解。與此同時，寒冷的天災（1709年的大寒害）與飆升的戰費拖垮了法國的經濟，飢民大量死亡更造成社會瀕臨崩潰，法國人口可能從1670年代的2100萬左右，下降到1712年的不足1900萬。雖然路易十四仍然保留了法國身為歐洲第一強國的地位，但當苛刻的《烏得勒支和約》公布後，法國人對結果強烈失望，使得路易十四原本的偉大形象與超高人氣，在晚年喪失；人民不再把国王比作太陽，「路易大帝」的稱號從此消失在當時法國人的言論與記憶中。

### 去世
1715年9月1日上午8点15分，路易十四因壞疽逝世於巴黎凡爾賽宮內，享壽七十七歲，結束了長達七十二年的統治。

## 頭銜
蒙上帝恩典，法國與納瓦爾最篤信基督的國王，普羅旺斯、福卡爾基耶和鄰近的土地的伯爵，維埃納的王儲，瓦朗斯和迪瓦的伯爵。

## 后世影响
在法國，路易十四因為他使法國強大而受到尊敬，他將法國國力和文化推向王權社會的頂峰，當時的社會歐洲貴族以學習法語為傲，路易十四最偉大的成就不在於戰爭，而是在於他處於的時代是法國王權時代最為輝煌的時代。他將先代打下的牢固基礎完成偉大成就。將法國的影響力擴張到空前龐大，同時重視中產階級，任用他們為之效力。以精明的政治手段與對國事的勤勞工作的環境下在其與先代君主為法國留下的優勢，帶領法蘭西成為第一強國。路易十四與科爾貝爾創建的《路易法典》完善了法國自查理七世以來的法律條文。 《民事訴訟法》（1667年）、《水與森林法》（1660年）、《刑事訴訟法》（1670年）、《商法》（1673年）和《海商法》（1681年）等法律相繼出現。該法典一直到路易十六時期被推翻。儘管如此路易法典仍然對大革命後規劃的六法奠定基礎，甚至部分法律規定被重新完善後編入拿破崙民法典。但他的無計量的戰爭使法國的國家經濟破產，他不得不逐漸加強對農民的稅收要求。法國歷史學家亞歷西斯·德·托克維爾認為，這個重稅以及他對貴族的削權和沒有政治權力的市民階層對政策的不滿是導致1789年發生法國大革命的政治、社會和經濟原因。自法國大革命後法蘭西人民對這位高度集權和將法蘭西陷入困境的君王恨之入骨。但自法蘭西動亂以後，第五共和國開始對這位國王進行重新研究和反思。他是一位具有爭議的國王，支持派與反對派仍然存在。但是大多數的法國人民已經認可了這位為了締造法蘭西而不惜毀滅法蘭西的君主。

## 后世评价

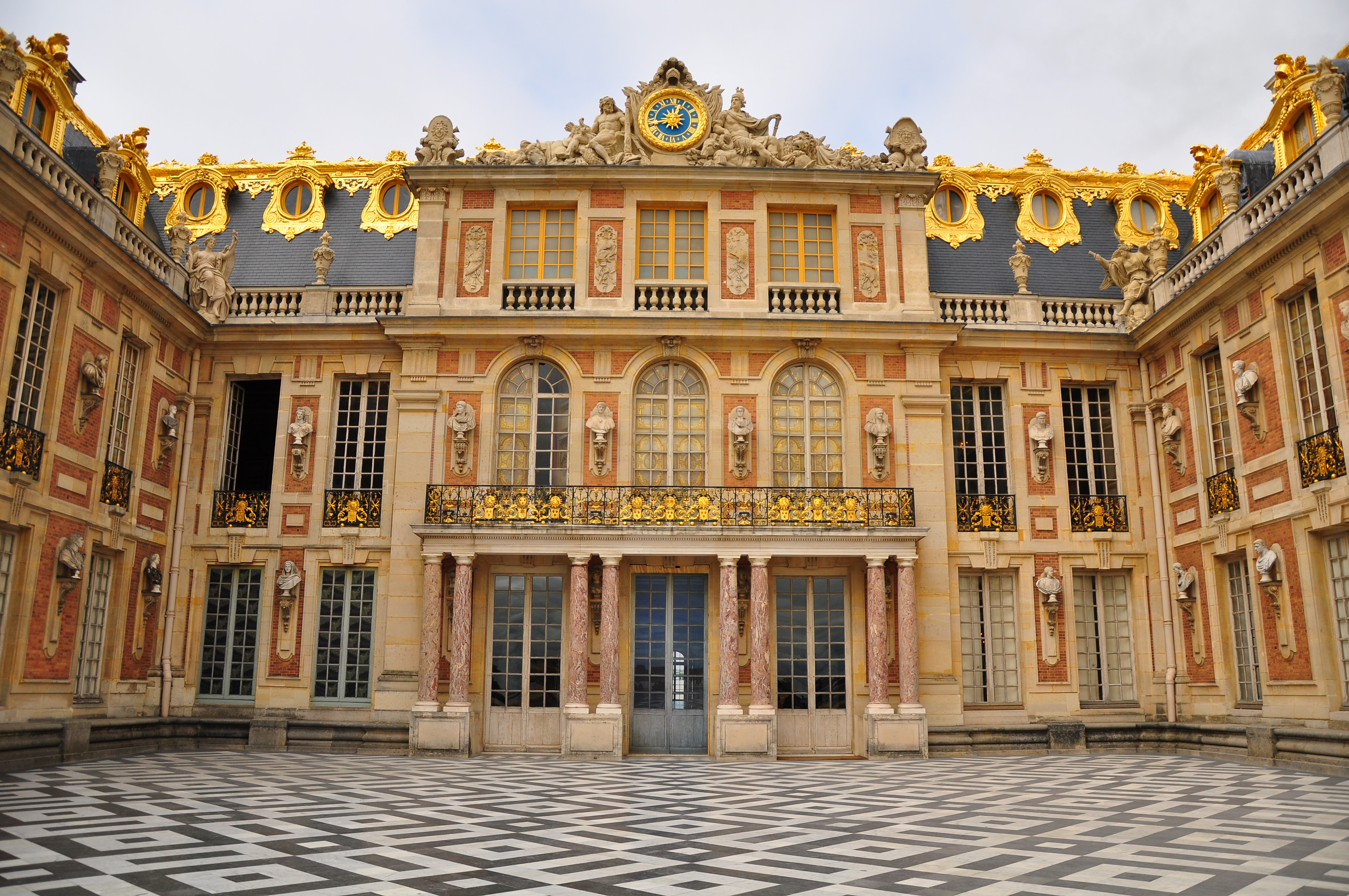
凡爾賽宮的王室廳（The Cour royale）和大理石廳（Cour de marbre ）

宫廷女官莫特维尔夫人评价表示，在公正、仁厚、宽大、自律、严明方面，当代与历代所有的君王都赶不上路易十四；法国贵族学者圣西门伯爵则认为，路易的性情是温和谨慎的，行动与言语都极有节制；包含伏尔泰在内的批評者，把路易十四的晚年错误归咎于驕傲自大，認為他對權勢與榮耀的喜好，導致法國社會的貧困與災難；杜克洛描述：「許多市民在他的靈柩經過時，甚至認為不值得去侮辱一番」。民眾並不感念路易十四，認為「路易十四把法國變成了大型濟貧院」。
同時代德意志的新教哲學家萊布尼茲評論他：「有史以來最偉大的國王之一」；後來的文學家歌德称赞說：「他是自然造就的帝王中的完美样本，但是這樣做，卻使他自身耗竭，且毀掉了模子」；反對波旁王朝的拿破仑，讚美說：「路易十四是一位伟大的国王，是他造就了法国在国际中的一流地位，自查理曼以来又有哪位君王能够与他相比？」（暗示只有自己可與查理曼和路易十四相比）；19世紀的英国史学家阿克顿勋爵则认为，他是现代国王中最有能力的一位；最後連伏尔泰也頌揚他的統治是一個「永遠值得懷念的時代」（偉大的時代）。

## 家庭与后代

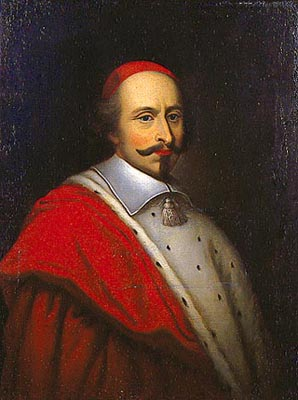
红衣主教马萨林

路易十四的诞生被視為一項奇蹟，並被命名為“天賜路易”（Louis Dieudonné），因他的父母结婚23年都未生育子女，且其母在1619至1631期間曾有過4次死產。他五歲時（1643年）登基為王。1660年，22歲的路易与西班牙公主瑪莉·泰瑞莎结婚。
在與泰瑞莎成婚前，路易十四已經往來過不少其他女士了，就從獨眼女郎波維夫人開始。波維夫人在芳齡一十八時勾引他，她是他母親寢宮的首席女僕，據信是該家政部門的資深人員。他也和马萨林主教其中一名年輕姪女奧兰普·曼奇尼約會。
1661年，法國國王路易十四下令在巴黎創辦全世界第一所皇家舞蹈學校，並親自參加演出，先後在26部大型芭蕾中擔任主角。他於13歲首次登臺演出，30歲時因身材過胖而退出舞臺。他曾經演出羅馬神話中的太陽神「阿波羅」，而被後世尊稱「太陽王」。這個時期宮庭組織了三位藝術大師－呂利、莫裏哀和博尚專門負責芭蕾藝術的創作和演出，同時確立了芭蕾的5個基本腳位、12個手位和一些舞步，皆以法文命名之，使芭蕾動作有了一套完整的動作體系。
1679年，路易十四發現與他十分要好的一位情婦蒙提斯斑女侯爵（Françoise-Athénaïs,marquis de Montespan）在1666年至1668年期間就開始利用巫術舉行黑色彌撒，用嬰兒當祭物的作法，妄图贏得國王的愛，驅使國王娶她。巫術被揭發之後，她與國王的關係旋宣告結束。去請女巫拉·瓦辛作法的仕女不計其數，被偵訊的就有218人。當時蒙提斯斑女侯爵將做法後的藥物加在國王的餐飲裡面，以致國王早上起床就會頭痛，此後蒙提斯斑女侯爵被要求接受宗教感化。
1683年，當皇后瑪莉·泰瑞莎死後，1685年至1686年間他又與奧比尼（Constant d'Aubigné）家族之女－弗朗索瓦絲·德·奧比尼（Françoise d'Aubigné）秘密結婚。她是一個虔誠的女人，國王因為小孩須要人照顧而願意娶她。國王冊赐给她曼特農（Maintenon）的領地，並封她為曼特農女侯爵。但是路易十四主要的目的只是要利用這些入宮的仕女開眼界，同時增加她們的學識與機會，所以所生子女多是私生子。

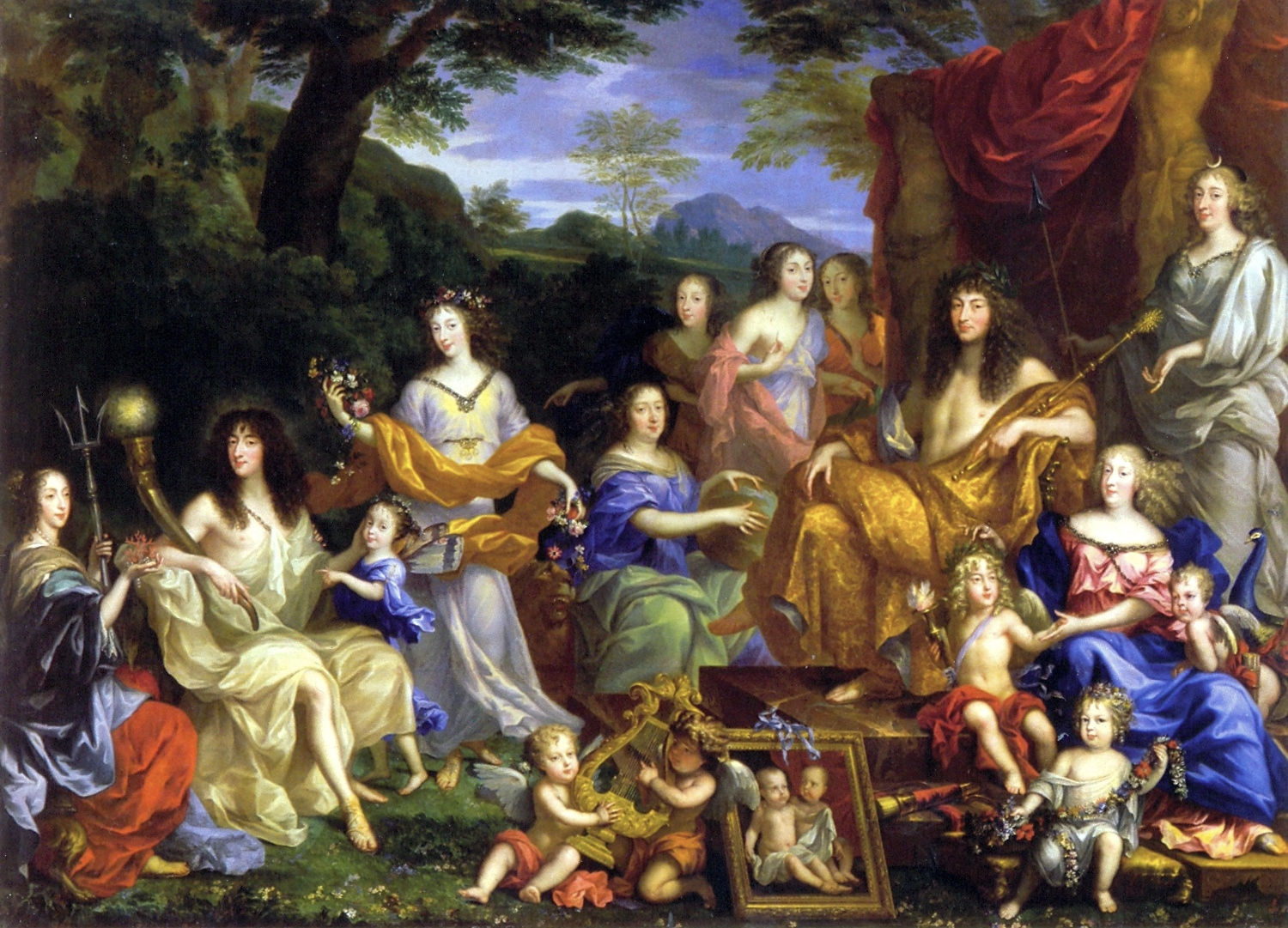
路易十四之家族

路易十四與他的王后有三男三女，但除了王太子長大成人以外，其余都早夭。路易比他的子女、两名孫子和兩名曾孫在世时间更长。他死后，他唯一还在世的曾孫路易十五於1715年继承王位。此外他有16個經承認的養子女，但他和庶妻無子女。
- 長子：路易王太子 = 巴伐利亞的瑪麗亞·安娜·維多利亞，皇太子妃
  - 長孫：路易王太孫，勃艮第公爵 = 薩沃伊的瑪麗·阿德萊德，皇太孫妃（英语：Princess Marie Adélaïde of Savoy）
    - 曾孫：路易，布列塔尼公爵（英语：Louis, Duke of Brittany）
    - 曾孫：路易王太曾孫，布列塔尼公爵
    - 曾孫：路易十五

  - 次孫：菲利普，西班牙國王，安茹公爵
  - 三孫：查爾斯，貝里公爵
- 長女：安妮·伊麗莎白公主（英语：Princess Anne Élisabeth of France）
- 次女：瑪麗·安妮公主（英语：Princess Marie Anne of France）
- 三女：瑪麗·苔蕾絲公主（英语：Princess Marie Thérèse of France (1667–1672)）
- 次子：菲利普·查爾斯，安茹公爵（英语：Philippe Charles, Duke of Anjou）
- 三子：路易斯·弗朗索瓦，安茹公爵（英语：Louis François, Duke of Anjou）

## 相關作品

### 小說

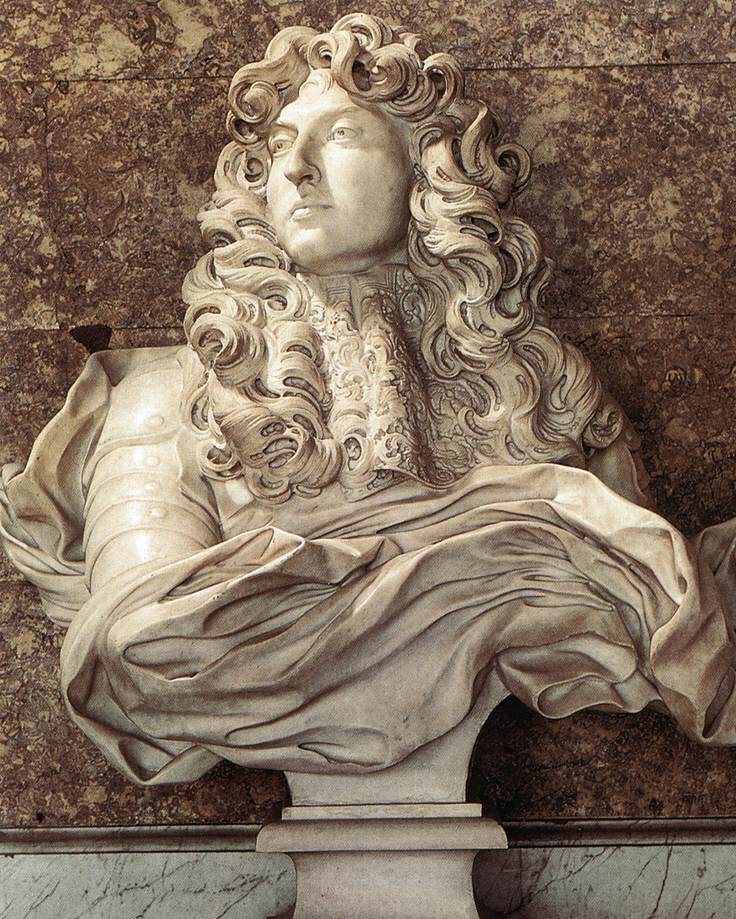
貝爾尼尼所作的路易十四胸像

- 大仲馬的《二十年後》及《布拉熱洛納子爵》（Le Vicomte de Bragelonne）

### 電影
- 路易十四的崛起（英语：The Taking of Power by Louis XIV）（1966），由羅伯托·羅塞里尼執導
- 鐵面人（The man in the iron mask）（1998）
- （2000）
- 國王之舞（英语：Le Roi danse）（2000）
- 美人情園（英语：A Little Chaos）（2015）
- 路易十四的死亡記事（英语：The Death of Louis XIV）（2016）

### 連續劇
- 凡爾賽宮(電視劇)（英语：Versailles (TV series)）（2015-2018）

### 雕塑
- 路易十四胸像，由義大利藝術家貝爾尼尼創作

### 脚注
1. ↑  . MSN Encarta. 2008  [2008-01-20]. （原始内容存档于2009-11-01）.
2. ↑  Clodfelter, Michael (2017). Warfare and Armed Conflicts: A Statistical Encyclopedia of Casualty and Other Figures, 1492–2015. McFarland. p. 40. ISBN 978-0-7864-7470-7.
3. ↑  Hatton, Ragnhild Marie. . New York, Putnam. 1972: P. 31.
4. ↑  Stark, Rodney. . Princeton University Press. 2015-01-27. ISBN 978-1-4008-6680-9. doi:10.2307/j.ctt1287k58.
5. ↑  Cook, Samantha; Hull, Sarah. . Rough Guides UK. 2011-03-01  [2021-09-05]. ISBN 978-1-4053-8952-5. （原始内容存档于2022-06-10） （英语）.
6. ↑  Jones, Terry L. . Gibbs Smith. 2007  [2021-09-05]. ISBN 978-1-4236-2380-9. （原始内容存档于2022-06-10） （英语）.
7. 1 2  G. de Bertier de Sauvigny等著、蔡百銓譯，《法國史》，頁180
8. ↑  .   [2011-11-18]. （原始内容存档于2019-07-15） （中文）.
9. ↑   Sullivan, Michael (1989). The Meeting of Eastern and Western Art. p. 98. ISBN 978-0-520-21236-7.
10. ↑  Barnes, Linda L. (2005). Needles, Herbs, Gods, and Ghosts: China, Healing, and the West to 1848. Harvard University Press. p. 85. ISBN 978-0-674-01872-3.
11. ↑   Mungello, David E. (2005). The Great Encounter of China and the West, 1500–1800. Rowman & Littlefield. p. 125. ISBN 978-0-7425-3815-3.
12. 1 2 3 4 5 6 7 8  （美）威爾·杜蘭著、幼獅文化公司譯，《世界文明史‧第八卷‧路易十四時代》，第一部第七章
13. ↑  （美）威爾·杜蘭著、幼獅文化公司譯，《世界文明史‧第八卷‧路易十四時代》，第一部第七章，頁142；（英）溫斯頓·邱吉爾著，薛力敏、林林譯，《英語國家史略》，第三卷第六章：「（1714年）白金汉公爵在被迫下台后激动地说：『天啊！！（不列顛）这个不幸的国家受到怎样的统治呀！在查理二世统治期间，统治我们的是一群法国妓女，在詹姆斯二世时代，统治我们的是一群天主教教士，在威廉国王的时代，统治我们的是一群荷兰步兵，而现在统治我们的是一个卑鄙的宫廷侍女、一个威尔士律师和一个荒淫无度、厚颜无耻、不讲信义的坏蛋。』」
14. ↑  （英）温斯顿·丘吉尔 著，薛力敏、林林 譯，《英语国家史略》
15. ↑  伏爾泰曾在1751年說：「在他生命的最后三年中，他一生所完成的伟大的、值得纪念的业绩，在大多数臣民的心目中，已经丧失殆尽」，見（法）伏爾泰著、王曉東編譯，《路易十四的時代》，第二十八章，第400页
16. ↑  Henri Bremond. . Plon-Nourrit. 1908: 381–382 （法语）.

### 書籍
- 製作路易十四 作者：彼得‧柏克（Peter Burke） 出版社：麥田 出版日期：20050530 ISBN：9867252349
- 路易十四時代（Le Siècle de Louis XIV） 作者：伏爾泰/著 譯者：吳模信，沈懷潔，梁守鏘 出版社：台灣商務 出版日期：20010528 
ISBN：970517107
- 路易十四 作者：謝南（J.H.Shennan） 譯者：李寧怡 出版社：麥田 書系：世界史文庫 出版日期：19991121 ISBN：9577089135
- 與國王作愛：500年性與權力的交歡（Im Bett mit dem Kochnig: Die Geschichte der kochniglichen Matressen） 作者：伊蓮娜‧荷曼
譯者：鍾清瑜 出版社：先覺 出版日期：20050930
- 巴黎的宏伟构想-路易十四所开创的世界之都  作者：三宅理一/著 譯者：薛翊岚,钱毅  出版社：清華大学出版社　出版日期：2013-07-01　ISBN 978-7302311492